# Дудваг
Дудваг (словац. Dudváh) — річка в Словаччині, права притока Вагу, протікає в округах Нове Место-над-Вагом, П'єштяни, Глоговец, Трнава, Ґаланта і Шаля.
Довжина — 97,6 км; площа водозбору 1531,6 км².
Витік утворюється відділенням від русла Дубової біля села Чахтиці на висоті 176 метрів. Серед приток — Обуховський потік і  Подольський потік.
Впадає у Ваг біля населеного пункту Кральов Брод.